# Пророчество 2
Пророчество 2 — американский фэнтези-фильм 1998 года, второй фильм из серии фильмов Пророчество.

## Сюжет
Люцифер (Гури Вайнберг) изгоняет Гавриила (Кристофер Уокен) из ада, заявляя, что Война на Небесах не его дело и Ад не вмещает их обоих. Новая миссия Гавриила это предотвратить рождение ребёнка, нефилима, потомка ангела и земной женщины. Выбравшись из ада, Гавриил отправляется на поиски этой женщины, чтобы убить её и не дать исполниться пророчеству. Пришествие этого ребёнка будет способствовать примирению между враждующими фракциями на небесах, как было предсказано Томасом Даггеттом, ныне монахом. Зачатие ребёнка происходит, когда медсестра Валери соблазняется привлекательным незнакомцем (ангелом Даниэлем), которого она сбила машиной. Через несколько дней она обнаруживает, что беременна. Гавриил пытается выяснить местонахождение ребёнка от Даггетта, но убивает его, когда он отказывается помочь. Даниэль убивает ангелов, сподвижников Гавриила, поэтому Гавриил пользуется помощью девушки Иззи, которая покончила жизнь самоубийством со своим парнем. Габриэль оставляет её в живых, чтобы она помогла ему в поисках Валери (несмотря на его способности ангела, он совершенно несведущ в отношении современных технологий, не может водить машину или работать за компьютером). Война Гавриила против Даниэля и других ангелов достигает кульминации в битве в Эдеме, теперь промышленной пустоши. Даниэль и Иззи убиты, но Валери побеждает Гавриила, схватив его и прыгнув со здания, уверенная, что Бог защитит ее. Она остаётся жива, а Гавриил пронзён штырём. В качестве наказания Михаил превращает Гавриила в человека. Валери воспитывает своего ребёнка, понимая риск того, что за ней могут прийти ангелы. Фильм заканчивается изображением Гавриила как бродяги. Лицо в небе и зловещие облака показывают, что Война на Небесах не окончена.

## В ролях
- Кристофер Уокен — Гавриил
- Рассел Вонг — Даниэл
- Дженнифер Билс — Валери Розалес
- Бриттани Мерфи — Изабель
- Ники Мичо — детектив Крибел
- Эрик Робертс — Майкл
- Гленн Данциг — Самаэль
- Брюс Эбботт — Томас Даггетт
- Дэнни Стронг — Джулиан

## Восприятие
На сайте Rotten Tomatoes фильм имеет рейтинг 33 % основанный на 6 отзывах, со средней оценкой 4.7/10. Николас Сильвен из DVD Verdict пишет: «Если вы не фанат Уокена, то я вам сочувствую, потому что для вас здесь мало что есть».